# Ferrovia Saronno-Novara
La ferrovia Saronno-Novara è una linea ferroviaria di proprietà regionale che collega Saronno a Novara passando per Busto Arsizio.

## Storia
| Tratta                     | Inaugurazione  |
| -------------------------- | -------------- |
| Novara–Busto Arsizio Nord  | 27 giugno 1887 |
| Busto Arsizio Nord–Saronno | 5 ottobre 1887 |

La linea fu costruita dalla Società Anonima per la Ferrovia Novara-Seregno (FNS) e aperta al traffico nel 1887. Nelle intenzioni, doveva costituire, con le linee Saronno-Seregno e Seregno-Bergamo, un itinerario est-ovest per il traffico merci, per evitare il nodo di Milano.
Nel 1890, l'esercizio della linea fu subconcesso dalle FNS alle Ferrovie Nord Milano, le quali assunsero la concessione diretta della stessa nel 1943 con la fusione per incorporazione della prima nella seconda delle due società.
Fra il 1904 ed il 1977 da Castellanza si diramava la ferrovia della Valmorea, utilizzata soprattutto per il traffico merci delle industrie della valle dell'Olona, ma che per un breve periodo giunse fino a Mendrisio sulla ferrovia del Gottardo.
La linea dal 1944 al 1955 conobbe la sua prima grande interruzione, prima di quella necessaria per la costruzione della diramazione Busto Arsizio Nord-Malpensa Aeroporto; a causa di un bombardamento sul ponte del Ticino, venne limitata alla sola tratta da Saronno a Turbigo.
La linea fu l'ultima del gruppo FNM ad essere elettrificata, nel 1955-56 (se si esclude la Ferrovia della Valmorea, che non fu mai dotata di trazione elettrica). La linea era, con la stazione terminale di Novara Nord, di poca importanza per il capoluogo di provincia piemontese, dotato infatti della più importante stazione FS, ma tuttavia questa linea fu la prima elettrificata in territorio novarese, e anche la prima in corrente continua del Piemonte.
Negli anni successivi, tuttavia, la linea iniziò ad essere interessata da un intenso traffico pendolare da e per Milano. Negli anni ottanta si decise di costruire da Busto Arsizio una diramazione per l'aeroporto di Malpensa, che avrebbe richiesto il raddoppio del binario nella tratta Busto Arsizio–Saronno.

### I lavori di raddoppio
A causa della funzione pendolare sempre più importante e della prevista costruzione della bretella per Malpensa, alla fine degli anni ottanta vennero programmati degli interventi di ammodernamento e raddoppio del binario.
Il 19 giugno 1989 venne interrotta la tratta da Rescaldina a Saronno per i lavori di raddoppio; la tratta venne riaperta il 17 settembre 1990, con la realizzazione della nuova stazione di Rescaldina, posta alcune centinaia di metri ad est di quella precedente.
Lo stesso giorno della riapertura, venne interrotta la tratta da Castellanza a Vanzaghello per i lavori di raddoppio, con interramento della tratta urbana di Busto Arsizio; per il servizio sulla tratta da Vanzaghello a Novara, rimasta isolata dal resto della rete, furono utilizzate elettromotrici ALe 883 noleggiate dalle Ferrovie dello Stato, che effettuarono i loro ultimi servizi regolari proprio su questa linea.
I lavori di interramento della linea a Busto Arsizio accumularono svariati ritardi, e la tratta venne riattivata il 1º luglio 1996.
Nel 2006-07 seguì il raddoppio fra Busto e Vanzaghello. Nel 2010 il raddoppio della tratta percorsa dai Malpensa Express fu concluso con l'interramento della tratta di Castellanza.
L'11 dicembre 2014 è stato attivato il raddoppio tra le stazioni di Vanzaghello e Turbigo.

### I raccordi di Busto Arsizio
Sin dalla costruzione della ferrovia Novara-Seregno, nel 1887, è esistito un raccordo tra la stazione di Busto Arsizio e quella di Busto Arsizio Nord, permettendo una comunicazione fra la rete delle FS e delle FNM.
Il primo raccordo fu sostituito da uno nuovo nel 1924, in seguito al completamento della variante della ferrovia Domodossola-Milano: fu usato spesso per servizi merci, negli ultimi tempi in particolare per i treni provenienti dalla ferrovia della Valmorea. Con l'interramento della linea il raccordo divenne inutilizzabile, per cui furono avviati i lavori per il suo ripristino con la denominazione di "raccordo X". Fu aperto all'esercizio il 18 ottobre 2009 con l'attivazione della relazione Busto Arsizio RFI-Malpensa Aeroporto, successivamente sostituita dalla linea S30 collegante Bellinzona a Malpensa Aeroporto, poi dalla S40, infine dalla S50.
Nello stesso periodo venne realizzato un raccordo di collegamento tra la stazione RFI di Busto Arsizio e la nuova stazione FN di Castellanza, detto "raccordo Z", che al 2013 è privo della tratta in ingresso sulla rete RFI.

### Progetti
È prevista la realizzazione di una variante ferroviaria denominata di Galliate, da destinare al collegamento diretto ad alta velocità tra Torino e Malpensa.
È in progetto anche il raccordo Y, che dovrebbe collegare la stazione di Busto Arsizio Nord con la stazione di Legnano di RFI, permettendo così un nuovo itinerario tra Malpensa e Milano che dovrebbe ridurre i tempi di percorrenza tra l'aeroporto e Rho-Fiera.

## Caratteristiche
La linea, in carico al gestore dell'infrastruttura Ferrovienord, è una ferrovia a doppio binario tra Saronno e Turbigo e a binario semplice tra Turbigo e Novara. Lo scartamento adottato è quello ordinario da 1435 mm. La linea è inoltre armata con binari UNI 60 nel tratto compreso fra Saronno e Turbigo e con binari UNI 50 da Vanzaghello Magnago al confine del comune di Novara.
La linea è elettrificata a 3000 V in corrente continua tramite linea aerea di contatto su tutto il tracciato.

### Sicurezza
La ferrovia è priva di passaggi a livello nel tratto fra Saronno e l'entrata nel territorio del comune di Turbigo.
Sulla linea è presente il SCMT sulla tratta compresa fra Saronno e il Bivio Sacconago.
La ripetizione dei segnali a bordo macchina è attiva nel tratto da Saronno a Vanzaghello.

### Regime di circolazione
La linea è in regime di:
- blocco automatico a correnti codificate nella tratta Saronno-Vanzaghello;
- blocco elettrico conta-assi nella tratta Vanzaghello-Novara[10].

### Sistema di esercizio
Il regime di esercizio in vigore in tutta la tratta è la dirigenza centrale operativa; le stazioni di Turbigo e Galliate sono classificate come stazioni porta.
Il DCO ha sede a Saronno.

### Ranghi di velocità
Fino al 1991, anno in cui iniziarono i lavori di ammodernamento della linea in vista del collegamento con Malpensa, la velocità massima era di 75 km/h per l'intera linea, mentre, dopo i lavori di raddoppio di alcune tratte ed in generale di ammodernamento svolti fra gli anni '90 e gli anni 2000, i limiti, identici per i due ranghi A e B, sono eterotachici:
- partendo da Novara Nord si procede a 110 km/h fino a Galliate, poi a 100 km/h fino al bivio Sacconago[10];
- dal bivio Sacconago a Rescaldina, il limite massimo è di 120 km/h[10];
- da Rescaldina a Saronno la velocità massima è di 160 km/h, che risulta essere la più alta su tutta la rete FN assieme alla linea Bivio Sacconago-Malpensa[10].

## Percorso
| Unknown route-map component "dvCONTgq" | Unknown route-map component "SPLe+r" | Unknown route-map component "d" |  |  |

| Unknown route-map component "vSHI4+l-" | Unknown route-map component "cd" + Unknown route-map component "vSTR-" + Unknown route-map component "vSHI4r-" | Unknown route-map component "STR+l" | Unknown route-map component "SPLaq" | Unknown route-map component "cd" + Unknown route-map component "dvCONTfq" |

| Unknown route-map component "cd" + Unknown route-map component "dSTR" | Station on track | Straight track | Unknown route-map component "cd" |  |

| Unknown route-map component "cSHI2c2" + Unknown route-map component "dSTR" | Unknown route-map component "STR3h+l" + Unknown route-map component "STR+l" + Unknown route-map component "BS2c1" | Unknown route-map component "dSTRq" + Unknown route-map component "dSTRl+4h" | Unknown route-map component "ABZqr+xr" | Unknown route-map component "cdSTRq" | Unknown route-map component "CONTfq" |

| Unknown route-map component "vSTR-BHF" | Unknown route-map component "cd" | Unknown route-map component "exBHF" | Unknown route-map component "cd" |  |

| Transverse water + Unknown route-map component "lvMKRZo" + Unknown route-map component "vÜSTr" | Unknown route-map component "cd" + Unknown route-map component "WASSER+r" | Unknown route-map component "exSTR" + Unknown route-map component "BS2c2" | Unknown route-map component "STR3h+l" + Unknown route-map component "STR+l" | Unknown route-map component "cd" + Unknown route-map component "dCONTfq" |

| Unknown route-map component "vWBRÜCKE1" | Unknown route-map component "WABZql" | Unknown route-map component "exdWBRÜCKE1" | Transverse water + Unknown route-map component "lvMKRZo" + Unknown route-map component "vÜSTol" | Unknown route-map component "dWASSERq" | Unknown route-map component "d" |

| Unknown route-map component "vSTRl-STRo" | Transverse track | Unknown route-map component "exvSTR-" + Unknown route-map component "v-STRr" | Unknown route-map component "dSTR" |  |

| Transverse water + Unknown route-map component "lMKRZq2+4u" + Unknown route-map component "vSTR2-" | Unknown route-map component "dWASSERq" + Unknown route-map component "STRc3" | Unknown route-map component "exdWBRÜCKE" | Unknown route-map component "dWASSERq" | Unknown route-map component "dWBRÜCKE" | Unknown route-map component "dWASSERq" |

| Unknown route-map component "STRc1" + Unknown route-map component "CONTgq" | Unknown route-map component "exv-STR" + Unknown route-map component "v-STR+4" + Unknown route-map component "lMKRZq2+4o" + Transverse track | Unknown route-map component "v-STRr" | Unknown route-map component "d" |

| Unknown route-map component "SKRZ-Au" |

| Station on track |

| Small bridge over water |

| Stop on track |

| Unknown route-map component "exKRW+l" | Unknown route-map component "eKRWgr" |  |

| Unknown route-map component "exWBRÜCKE1" | Small bridge over water |  |

| Unknown route-map component "exKRWl" | Unknown route-map component "eKRWg+r" |  |

| Unknown route-map component "hKRZWae" + Unknown route-map component "GRZq" |

| Unknown route-map component "eHST" |

| Small bridge over water |

| Station on track |

| Small bridge over water |

| Unknown route-map component "HSTeBHF" |

| Station on track |

|  | Junction both to and from left | Unknown route-map component "CONTfq" |

|  | Unknown route-map component "exKRWl" + Unknown route-map component "tSTRa" | Unknown route-map component "exKRW+r" |

|  | Unknown route-map component "tBHF" | Unknown route-map component "exSTR" |

|  | Unknown route-map component "tSTR" | Unknown route-map component "exBHF" |

|  | Unknown route-map component "exKRW+l" + Unknown route-map component "tSTRe" | Unknown route-map component "exKRWr" |

| Unknown route-map component "cd" | Unknown route-map component "exSTR+l" | Unknown route-map component "eKRZuxl" | Unknown route-map component "excSTRq" | Unknown route-map component "exLSTRq" + Unknown route-map component "LSTR+l" | Unknown route-map component "dCONTfq" |

| Unknown route-map component "d" | Unknown route-map component "exvSTR-" | Unknown route-map component "vSTR-STR+l" + Unknown route-map component "vSTRl-" | Unknown route-map component "ABZgr" |

| Unknown route-map component "dCONTgq" | Unknown route-map component "eABZqr" | Unknown route-map component "cSTRq" | Unknown route-map component "vKRZu" | One way rightward | Unknown route-map component "c" |

| Unknown route-map component "d" | Unknown route-map component "vBHF" |

| Unknown route-map component "d" | Unknown route-map component "vSHI2g+l-" |

| Unknown route-map component "xv-SHI2gr" | Unknown route-map component "d" |

| Unknown route-map component "tdSTRa" | Unknown route-map component "exvBHF-" |

| Unknown route-map component "dWASSERq" | Unknown route-map component "tdKRZW" | Unknown route-map component "exdWBRÜCKE" | Unknown route-map component "dWASSERq" | Unknown route-map component "d" |

| Unknown route-map component "d" | Unknown route-map component "d" + Unknown route-map component "tSTR2" | + Unknown route-map component "exABZgl" | Unknown route-map component "exCONTfq" |

| Unknown route-map component "exSTR~L" + Unknown route-map component "MSTRq" + Unknown route-map component "lhSTRaq" + Unknown route-map component "RAq" | Unknown route-map component "tSTR+4" + Unknown route-map component "exSTR~R" + Unknown route-map component "MSTRq" + Unknown route-map component "lhSTReq" + Unknown route-map component "RAq" |

| Unknown route-map component "d" | Unknown route-map component "d" + Unknown route-map component "xvSHI2g+l-" | Unknown route-map component "d" + Unknown route-map component "dPORTALg" |

| Small bridge over water |

| Unknown route-map component "eBHF" |

| Station on track |

| Small bridge over water |

| Small bridge over water |

| Small bridge over water |

| Unknown route-map component "SKRZ-Au" |

|  | Unknown route-map component "d" | Unknown route-map component "d" + Straight track | Unknown route-map component "SPLe+l" | Unknown route-map component "vCONTfq" |

| Unknown route-map component "d" | Unknown route-map component "vBHF" |

| 21+167 |
| 21+167 |

|  | Unknown route-map component "CONTgq" | Unknown route-map component "STRr+1h" | Straight track + Unknown route-map component "BS2c4" |  |  |

|  |  |  | Continuation forward |

Dalla stazione di Saronno, dopo una brusca curva in direzione di Novara, la linea prosegue con un rettifilo di otto chilometri per giungere alla stazione di Rescaldina la cui primitiva stazione era posta leggermente più a ovest di quella moderna. La ferrovia in origine attraversava dunque il comune di Castellanza con un tratto in superficie dov'erano situati la vecchia stazione (dismessa nel 2010) e un ponte in pietra sul fiume Olona, dal quale si diramava anche la linea per Mendrisio, mentre dal 2010 la nuova linea, dopo Rescaldina, entra nel tunnel che sottopassa la città di Castellanza e il fiume Olona, per arrivare alla nuova stazione cittadina. Da questo scalo inizia il raccordo "Z" che porta alla stazione RFI di Busto Arsizio, dalla quale origina anche il raccordo "X" che la collega con la stazione di Busto Arsizio Nord. Successivamente la linea percorre un ulteriore tratto interrato, sotto la città di Busto Arsizio, al cui interno si trova la stazione di Busto Arsizio Nord.
In origine fino al 1991, la ferrovia passava in superficie dove sorgeva la vecchia stazione, era posta leggermente più a est di quella attuale.
Da Busto Arsizio ci si lascia alle spalle l'urbanizzazione per giungere al Bivio Sacconago, dove si dirama la linea per Malpensa Aeroporto e si compie una deviata da 100 km/h. Nei pressi del Bivio Sacconago è presente anche lo scalo merci omonimo, in attività, ed anche il raccordo percorribile a 100 km/h che innesta la linea da Malpensa in direzione Novara. Pochi chilometri dopo il bivio, si giunge alla stazione di Vanzaghello-Magnago, da cui inizia una discesa verso la poco lontana valle del Ticino. Dopo circa tre chilometri si arriva a Castano Primo, per poi attraversare due piccoli ponti sul Villoresi e sul Naviglio Grande, che portano la strada ferrata a Turbigo, dove termina il doppio binario.

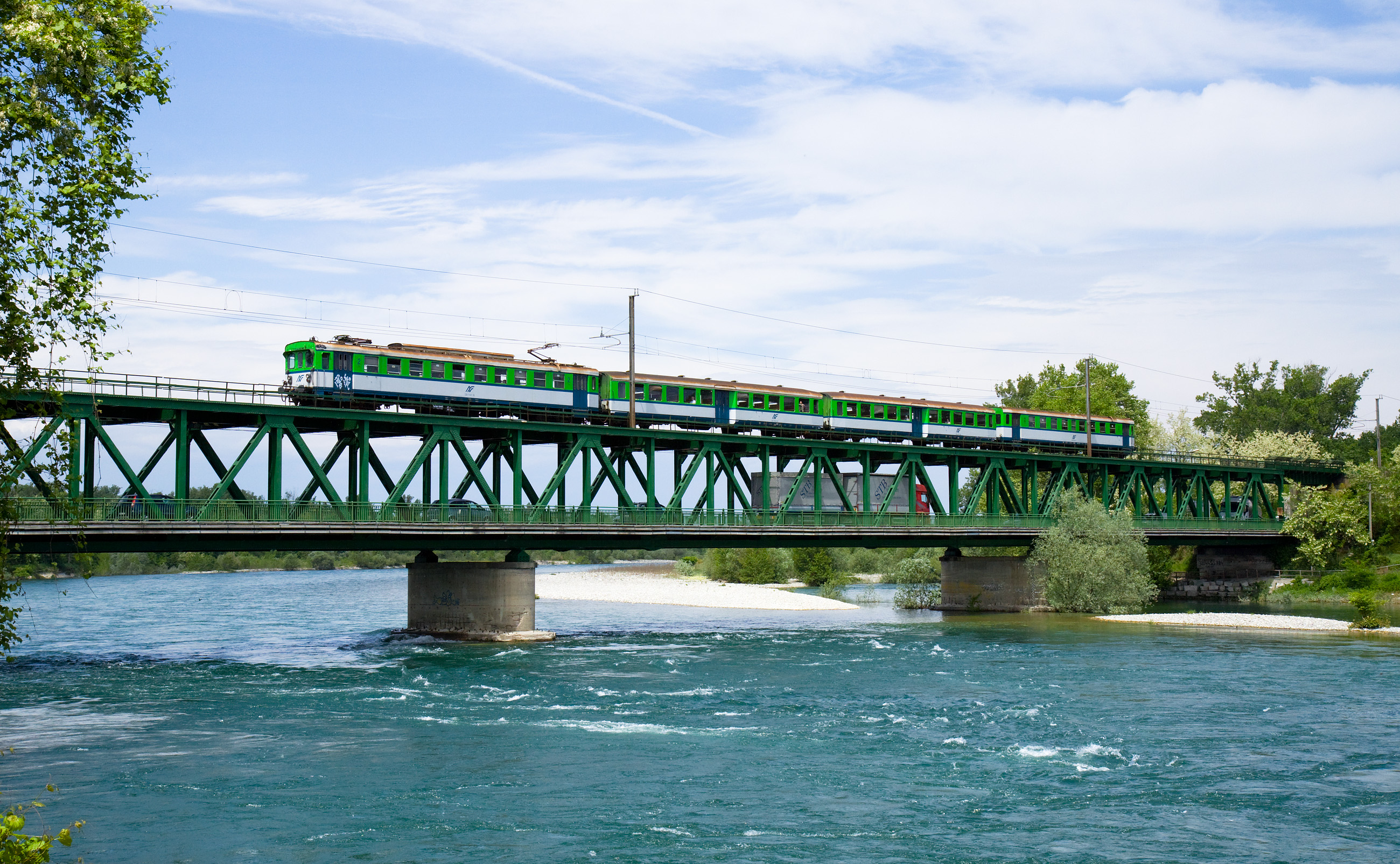
Vecchia elettromotrice EB 740 impegna il ponte in ferro sul Ticino fra Lombardia e Piemonte

Da Turbigo si giunge alla fermata di Lido di Turbigo, chiusa al traffico passeggeri, subito dopo al ponte in ferro sul fiume Ticino, ferroviario e stradale, dal quale si entra in territorio piemontese e nei cui pressi è presente la fermata impresenziata di Ponte Ticino e il ponte sul Naviglio Langosco, quest'ultimo è stato sostituito nel 2018 da uno nuovo con breve una variante tra la fermata e il ponte in ferro sul Ticino. Proseguendo in direzione di Novara, si giunge a Galliate e infine nel territorio Novarese sottopassando la linea AV Milano-Torino. Passando a fianco dello scalo di Novara Boschetto, si arriva al capolinea di Novara Nord. Da tale stazione, attraversando un apposito percorso pedonale che comprende anche un attraversamento ferroviario a raso, si giunge in fronte allo sbocco del sottopasso verso la stazione RFI e il centro della città.
In origine la linea, dopo aver attraversato la linea AV Milano-Torino proseguiva diritto, superava il Canale Quintino e, dopo due passaggi a livello e due piccole curve, attraversando un parco di manovra costituito da due binari oltre che da quello di linea e che comprendeva anche una rimessa locomotive, raggiungeva il piazzale della vecchia stazione di Novara Nord dismessa nel 2005, dotato di due binari.

## Traffico

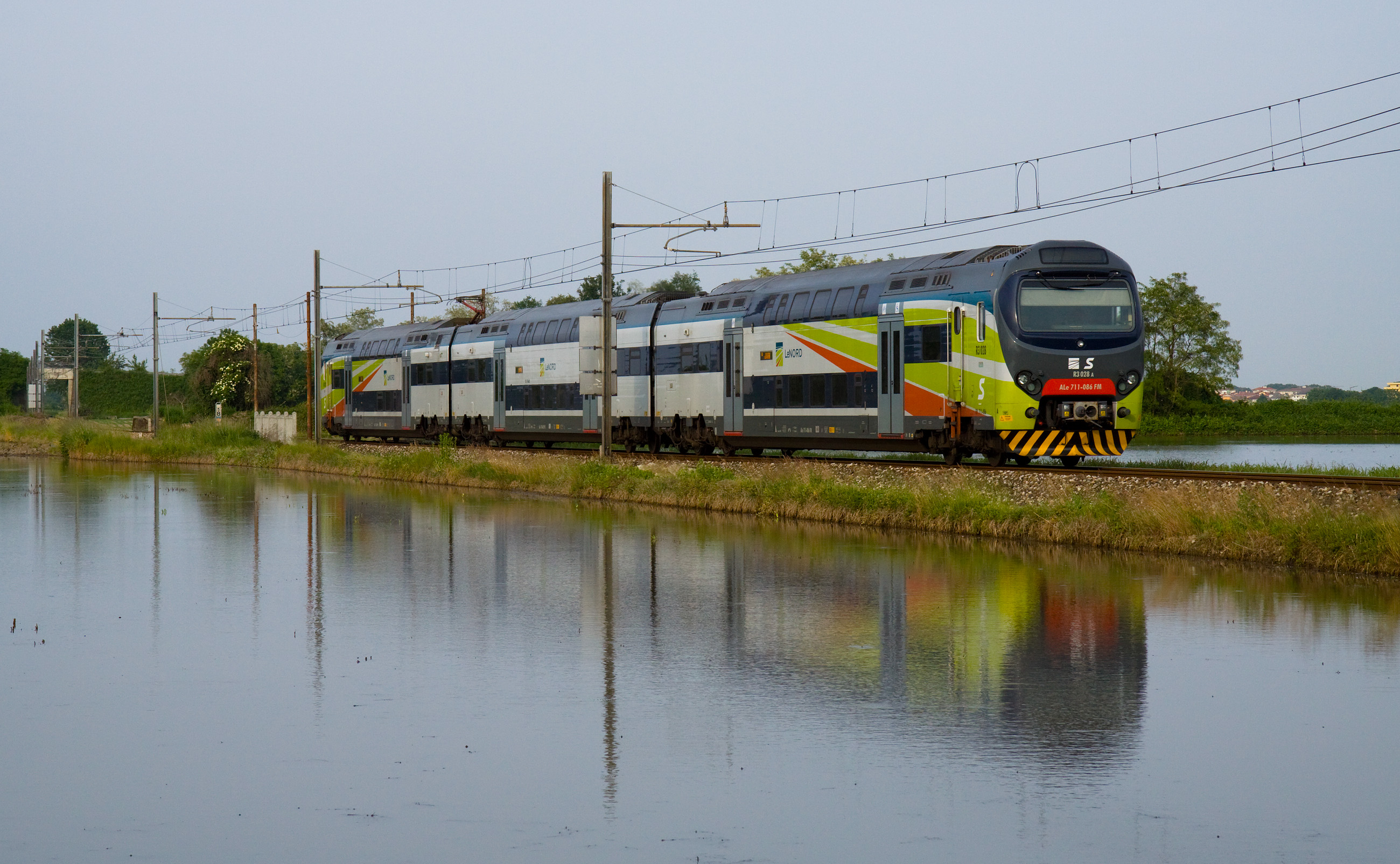
TSR in ingresso a Galliate

La linea è percorsa da treni regionali Trenord sulla tratta Milano Nord Cadorna-Saronno-Novara Nord con frequenza oraria, che diventa semioraria nelle ore di punta.
La tratta da Saronno a Busto Arsizio è percorsa anche dai treni del Malpensa Express con frequenza semioraria sia tra Milano Cadorna e Malpensa Aeroporto che tra Milano Centrale, Milano Porta Garibaldi e Malpensa Aeroporto.
Il "raccordo X" (transito Busto Arsizio RFI-Busto Arsizio FN) è percorso dai convogli della linea S50 della rete celere del Canton Ticino sulla direttrice Bellinzona-Gallarate-Malpensa T2, e da treni merci dallo scalo di Sacconago diretti verso i valichi Svizzeri di Luino e Domodossola.